# Finale wereldkampioenschap voetbal 1966
De finale van het wereldkampioenschap voetbal 1966 was de 8e editie van de voetbalwedstrijd die gespeeld werd in het kader van het FIFA Wereldkampioenschap. De wedstrijd vond plaats op 30 juli 1966 tussen Engeland en West-Duitsland. De finale ging door in het Wembley Stadium in Londen.

## Route naar de finale
| Land           | Wed | W | G | V | DV | DT | Ptn |
| -------------- | --- | - | - | - | -- | -- | --- |
| West-Duitsland | 4   | 3 | 1 | 0 | 14 | 2  | 7   |
| Zweden         | 4   | 2 | 1 | 1 | 10 | 3  | 5   |
| Cyprus         | 4   | 0 | 0 | 4 | 0  | 19 | 0   |

| Land      | Wed | Win | Gel | Ver | DV | DT | +/− | Pnt |
| --------- | --- | --- | --- | --- | -- | -- | --- | --- |
| Engeland  | 3   | 2   | 1   | 0   | 4  | 0  | 4   | 5   |
| Uruguay   | 3   | 1   | 2   | 0   | 2  | 1  | 1   | 4   |
| Mexico    | 3   | 0   | 2   | 1   | 1  | 3  | -2  | 2   |
| Frankrijk | 3   | 0   | 1   | 2   | 2  | 5  | -3  | 1   |

| Land           | Wed | Win | Gel | Ver | DV | DT | +/− | Pnt |
| -------------- | --- | --- | --- | --- | -- | -- | --- | --- |
| West-Duitsland | 3   | 2   | 1   | 0   | 7  | 1  | 6   | 5   |
| Argentinië     | 3   | 2   | 1   | 0   | 4  | 1  | 3   | 5   |
| Spanje         | 3   | 1   | 0   | 2   | 4  | 5  | -1  | 2   |
| Zwitserland    | 3   | 0   | 0   | 3   | 1  | 9  | -8  | 0   |

## Doelpunt of niet
De finale van 1966 was een spannende, aantrekkelijke wedstrijd met wisselende kansen voor beide teams. Duitsland kwam voor door een treffer van Helmut Haller, Geoff Hurst maakte de gelijkmaker; en zo stond het 1-1 bij rust. Twaalf minuten voor tijd leek Martin Peters de winnende treffer gescoord te hebben, maar zoals zo vaak scoorde West-Duitsland in de laatste minuut via Weber: 2-2. De verlenging van de finale van 1966 werd bekend om de twee doelpunten van Geoff Hurst.  Zijn eerste goal in de verlengingen zorgt tot op heden nog voor controverse. Hurst trapte de bal tegen de onderkant van de lat, waarna het leer tegen de grond botste. Scheidsrechter Gottfried Dienst zag de fase niet, maar lijnrechter Tofik Bahramov keurde het doelpunt goed. De televisiebeelden brachten geen uitsluitsel. Wetenschappers van Oxford University hebben de fase geanalyseerd en menen dat de bal niet volledig over de lijn was. Volgens hen was het geen geldig doelpunt.
Bahramov werd na de goal een held in zowel Engeland als in zijn thuisland Azerbeidzjan (destijds nog een deelrepubliek van de Sovjet-Unie). Het doelpunt van Hurst ging de geschiedenis in als de "Wembley Goal". In 2010 had Duitsland eindelijk zijn revanche beet. De twee landen stonden in de 1/8 finale van het WK in Zuid-Afrika opnieuw tegenover elkaar. De Engelse middenvelder Frank Lampard trapte van zo'n 25 meter naar het doel. De bal raakte de onderkant van de lat, ging duidelijk volledig achter de lijn, maar botste terug uit het doel. Zowel de scheidsrechter als zijn assistent zag het doelpunt niet. Engeland verloor uiteindelijk met 4-1.

## Wedstrijddetails
|                                             |                                  |              |                      |                                                                                             |
| 30 juli 1966 15:00 UTC+1 «onderlinge duels» | Engeland                         | 4 – 2 (n.v.) | West-Duitsland       | Wembley Stadium, Londen Toeschouwers: 98.000 Scheidsrechter: Gottfried Dienst (Zwitserland) |
| 30 juli 1966 15:00 UTC+1 «onderlinge duels» | Hurst 18', 101', 120' Peters 78' |              | 12' Haller 89' Weber | Wembley Stadium, Londen Toeschouwers: 98.000 Scheidsrechter: Gottfried Dienst (Zwitserland) |

| Engeland | West-Duitsland |

| Engeland:  |    |                |     |
|            |    |                |     |
| GK         | 1  | Gordon Banks   |     |
| RB         | 2  | George Cohen   |     |
| CB         | 5  | Jack Charlton  |     |
| CB         | 6  | Bobby Moore    |     |
| LB         | 3  | Ray Wilson     |     |
| DM         | 4  | Nobby Stiles   |     |
| CM         | 7  | Alan Ball      |     |
| CM         | 9  | Bobby Charlton |     |
| CM         | 16 | Martin Peters  | 20' |
| CF         | 10 | Geoff Hurst    |     |
| CF         | 21 | Roger Hunt     |     |
| Coach:     |    |                |     |
| Alf Ramsey |    |                |     |

| West-Duitsland: |    |                         |
|                 |    |                         |
| GK              | 1  | Hans Tilkowski          |
| RB              | 2  | Horst-Dieter Höttges    |
| CB              | 5  | Willi Schulz            |
| CB              | 6  | Wolfgang Weber          |
| LB              | 3  | Karl-Heinz Schnellinger |
| CM              | 4  | Franz Beckenbauer       |
| CM              | 12 | Wolfgang Overath        |
| RW              | 8  | Helmut Haller           |
| CF              | 9  | Uwe Seeler              |
| CF              | 10 | Sigfried Held           |
| LW              | 11 | Lothar Emmerich         |
| Coach:          |    |                         |
| Helmut Schön    |    |                         |

DFB · A-internationals · Bondscoaches · Duits vrouwenelftal · Olympisch elftal · Duitsland U21 · Duitsland U20 · Duitsland U19 · Duitsland U18 · Duitsland U17 · Duitsland U16 · Vrouwen U17
1905 – 1919 · 
1920 – 1929 · 
1930 – 1939 · 
1940 – 1949 · 
1950 – 1959 · 
1960 – 1969 · 
1970 – 1979 · 
1980 – 1989 · 
1990 – 1999 · 
2000 – 2009 · 
2010 – 2019 · 
2020 – 2029
EK's: 1972 · 
1976 · 
1980 · 
1984 · 
1988 · 
1992 · 
1996 · 
2000 · 
2004 · 
2008 · 
2012 · 
2016 · 
2020 · 
2024
CC: 1999 · 
2005 · 
2017
WK's: 1934 ·
1938 · 
1954 · 
1958 · 
1962 · 
1966 · 
1970 · 
1974 · 
1978 · 
1982 · 
1986 · 
1990 · 
1994 · 
1998 · 
2002 · 
2006 · 
2010 · 
2014 · 
2018 · 
2022
OS: 1912 ·
1928 ·
1936 ·
2016 ·
2020
Albanië ·
Algerije ·
Argentinië ·
Armenië ·
Australië ·
Azerbeidzjan ·
België ·
Bohemen en Moravië ·
Bolivia ·
Bosnië en Herzegovina ·
Brazilië ·
Bulgarije ·
Canada ·
Chili ·
China ·
Colombia ·
Costa Rica ·
Cyprus ·
DDR ·
Denemarken ·
Ecuador ·
Egypte ·
Engeland ·
Estland ·
Faeröer ·
Finland ·
Frankrijk ·
Georgië ·
Ghana ·
Gibraltar ·
GOS ·
Griekenland ·
Hongarije ·
Ierland ·
IJsland ·
Iran ·
Israël ·
Italië ·
Ivoorkust ·
Japan ·
Joegoslavië ·
Kameroen ·
Kazachstan ·
Koeweit ·
Kroatië ·
Letland ·
Liechtenstein ·
Litouwen ·
Luxemburg ·
Malta ·
Marokko ·
Mexico ·
Moldavië ·
Nederland ·
Nieuw-Zeeland ·
Nigeria ·
Noord-Ierland ·
Noord-Macedonië ·
Noorwegen ·
Oekraïne ·
Oman ·
Oostenrijk ·
Paraguay ·
Peru ·
Polen ·
Portugal ·
Roemenië ·
Rusland ·
Saarland ·
San Marino ·
Saoedi-Arabië ·
Schotland ·
Servië ·
Servië en Montenegro · 
Slovenië ·
Slowakije ·
Sovjet-Unie ·
Spanje ·
Thailand ·
Tsjechië ·
Tsjecho-Slowakije ·
Tunesië ·
Turkije ·
Uruguay ·
Verenigde Arabische Emiraten ·
Verenigde Staten ·
Wales ·
Wit-Rusland ·
Zuid-Afrika ·
Zuid-Korea ·
Zweden ·
Zwitserland
Algerije (1982) · 
Algerije (2014) · 
Argentinië (1986) ·
Argentinië (1990) ·
Argentinië (2006) ·
Argentinië (2014) · 
Australië (2010) ·
België (1980) · 
Brazilië (2002) ·
Brazilië (2014) · 
Chili (1982) ·
Costa Rica (2006) ·
Denemarken (1992) ·
Denemarken (2012) · 
Ecuador (2006) ·
Engeland (1966) ·
Engeland (1982) ·
Engeland (2010) ·
Engeland (2021) ·
Frankrijk (2014) · 
Frankrijk (2021) · 
Ghana (2014) ·
Griekenland (2012) · 
Hongarije (1954, 2) ·
Hongarije (2021) ·
Italië (1982) ·
Italië (2006) ·
Italië (2012) · 
Japan (2022) · 
Kroatië (2008) ·
Mexico (2018) ·
Nederland (1974) ·
Nederland (2012) ·
Oekraïne (2016) ·
Oostenrijk (1982) ·
Oostenrijk (2008) ·
Polen (2006) ·
Polen (2008) ·
Polen (2016) ·
Portugal (2006) ·
Portugal (2008) ·
Portugal (2012) ·
Portugal (2014) ·
Portugal (2021) ·
Servië (2010) ·
Sovjet-Unie (1972) · 
Spanje (1982) ·
Spanje (2008) ·
Spanje (2022) ·
Tsjechië (1996, 2) · 
Tsjecho-Slowakije (1976) ·
Turkije (2008) ·
Verenigde Staten (2014) ·
Zuid-Korea (2018) ·
Zweden (2006)
FA · A-internationals · Selecties · Bondscoaches · Engels vrouwenelftal · Brits olympisch elftal · Engeland -21 · Engeland -20 · Engeland -19 · Engeland -18 · Engeland -17 · Engeland -16 · Vrouwen -17
1872 – 1899 ·
1900 – 1919 ·
1920 – 1929 ·
1930 – 1939 ·
1940 – 1949 ·
1950 – 1959 ·
1960 – 1969 ·
1970 – 1979 ·
1980 – 1989 ·
1990 – 1999 ·
2000 – 2009 ·
2010 – 2019 ·
2020 − 2029
EK's: 1968 ·
1980 ·
1988 ·
1992 ·
1996 ·
2000 ·
2004 ·
2012 · 
2016 · 
2020 · 
2024
WK's: 1950 ·
1954 ·
1958 ·
1962 ·
1966 ·
1970 ·
1982 ·
1986 ·
1990 ·
1998 ·
2002 ·
2006 ·
2010 ·
2014 ·
2018 · 
2022
Albanië ·
Algerije ·
Andorra ·
Argentinië ·
Australië ·
Azerbeidzjan ·
België ·
Bosnië en Herzegovina ·
Brazilië ·
Bulgarije ·
Canada ·
Chili ·
China ·
Colombia ·
Costa Rica ·
Cyprus ·
Denemarken ·
DDR · 
Duitsland ·
Ecuador ·
Egypte ·
Estland ·
Finland ·
Frankrijk ·
Georgië ·
Ghana ·
GOS ·
Griekenland ·
Honduras ·
Hongarije ·
Ierland ·
IJsland · 
Iran ·
Israël ·
Italië ·
Ivoorkust ·
Jamaica ·
Japan ·
Joegoslavië ·
Kameroen ·
Kazachstan ·
Koeweit ·
Kosovo ·
Kroatië ·
Letland ·
Liechtenstein ·
Litouwen ·
Luxemburg ·
Maleisië ·
Malta ·
Marokko ·
Mexico ·
Moldavië ·
Montenegro ·
Nederland ·
Nieuw-Zeeland ·
Nigeria ·
Noord-Ierland ·
Noord-Macedonië ·
Noorwegen ·
Oekraïne ·
Oostenrijk ·
Panama · 
Paraguay ·
Peru · 
Polen ·
Portugal ·
Roemenië ·
Rusland ·
San Marino · 
Saoedi-Arabië ·
Schotland ·
Senegal ·
Servië ·
Servië en Montenegro · 
Slovenië ·
Slowakije ·
Sovjet-Unie ·
Spanje ·
Trinidad en Tobago ·
Tsjechië ·
Tsjecho-Slowakije ·
Tunesië ·
Turkije ·
Uruguay ·
Verenigde Staten ·
Wales ·
Wit-Rusland ·
Zuid-Afrika ·
Zuid-Korea ·
Zweden ·
Zwitserland
Algerije (2010) · 
Argentinië (1986) · 
Argentinië (1998) · 
Argentinië (2002) · 
België (1990) · 
België (2018, 1) · 
België (2018, 2) · 
Brazilië (2002) · 
Colombia (1998) ·
Colombia (2018) ·
Costa Rica (2014) ·
Denemarken (2002) ·
Denemarken (2021) · 
Duitsland (2000) ·
Duitsland (2010) ·
Duitsland (2021) ·
Ecuador (2006) ·
Egypte (1990) ·
Frankrijk (1982) ·
Frankrijk (2012) ·
Frankrijk (2022) ·
Ierland (1990) · 
IJsland (2016) ·
Italië (1990) · 
Italië (2012) · 
Italië (2014) · 
Italië (2021) · 
Kameroen (1990) · 
Koeweit (1982) · 
Kroatië (2018) ·
Kroatië (2021) · 
Marokko (1986) · 
Nederland (1990) · 
Nigeria (2002) · 
Oekraïne (2012) · 
Oekraïne (2021) ·
Panama (2018) · 
Paraguay (1986) · 
Paraguay (2006) · 
Polen (1986) · 
Portugal (1986) · 
Portugal (2000) · 
Portugal (2006) · 
Roemenië (1998) ·
Roemenië (2000) ·
Rusland (2016) ·
Schotland (2021) ·
Senegal (2022) ·
Slovenië (2010) ·
Slowakije (2016) ·
Spanje (1982) ·
Spanje (2024) ·
Trinidad en Tobago (2006) ·
Tsjechië (2021) ·
Tsjecho-Slowakije (1982) ·
Tunesië (1998) ·
Tunesië (2018) ·
Uruguay (2014) ·
Verenigde Staten (2010) ·
Wales (2016) · 
West-Duitsland (1966) ·
West-Duitsland (1982) ·
West-Duitsland (1990) ·
Zweden (2002) ·
Zweden (2006) · 
Zweden (2012)